# Поречский сельсовет (Гродненский район)
Поречский сельсовет — административная единица на территории Гродненского района Гродненской области Республики Беларусь. Административный центр — агрогородок Поречье.

## История
В 2011 году деревня Поречье преобразована в агрогородок. Сельский населенный пункт Местечко Поречье упразднён, его территория включена в состав  Поречье.

## Состав
Поречский сельсовет включает 26 населённых пунктов:
- Бабино — деревня.
- Белое — деревня.
- Верхполье — деревня.
- Глушнево — деревня.
- Годуны — деревня.
- Гумнище — деревня.
- Дертница — деревня.
- Дубинка — деревня.
- Заболотье — деревня.
- Запурье — деревня.
- Лихачи — деревня.
- Лосево — деревня.
- Маркиши — деревня.
- Новая Руда — деревня.
- Поречье — агрогородок.
- Пересельцы — деревня.
- Подбелое — деревня.
- Рыбница — деревня.
- Салатье — деревня.
- Соболяны — деревня.
- Соломянка — деревня.
- Старая Руда — деревня.
- Узбережь — деревня.
- Хомуты — деревня.
- Чернуха — деревня.

Упразднённые населённые пункты:
- Местечко Поречье — сельский населённый пункт[1].